# L'Homme aux nerfs d'acier
Pour plus de détails, voir Fiche technique et Distribution.
L'Homme aux nerfs d'acier (Dio, sei proprio un padreterno!) est un film italien réalisé par Michele Lupo, sorti en 1973.

## Synopsis
Le parrain de mafia italo-américain Frank Diomede, dit « Dieu », revient après 25 ans en Italie, alors qu'à Gènes, base de son autorisation, son rival Luis Annunziata décime ses hommes.
Quand bien même son lieutenant est de mèche avec Luis, Frank est incarcéré. Il en sort avec la complicité d'un garde juste pendant le temps nécessaire pour assassiner le traître. Luis réagit en faisant en sorte que la vérité soit découverte et son adversaire reste en prison, inculpé de meurtre. Puis il tue le frère médecin de Frank, que ce dernier avait chargé de transmettre à la police un dossier explosif.
C'est un jeune napolitain, « Big Tony », qui rêvait de devenir l'ami de Frank et qui à présent a fini en prison avec lui, qui lui permettra de réaliser sa vendetta. Avec son aide, Frank réussit à s'évader et à rejoindre Marseille, où Luis se rend une fois par mois pour envoyer de l'héroïne en Amérique. Tandis que Tony ne tue personne, Frank fait place propre de son rival et de sa bande, puis part en Tunisie en conseillant à Tony, dont personne ne soupçonne le rôle qu'il a eu, de changer de vie.

## Fiche technique
- Titre : L'Homme aux nerfs d'acier
- Titre original italien : Dio, sei proprio un padreterno!
- Titre alternatif italien : Il suo nome faceva tremare...Interpol in allarme
- Titre américain : Mean Frank and Crazy Tony
- Réalisation : Michele Lupo
- Scénario : Nicola Badalucco, Sergio Donati et Luciano Vincenzoni
- Photographie : Joe D'Amato (crédité Aristide Massaccesi) et Aldo Tonti
- Musique : Riz Ortolani
- Cascades automobiles : Rémy Julienne (et son équipe)
- Producteur : Dino De Laurentiis
- Sociétés de production : Produzioni De Laurentiis International Manufacturing Company, Giada International et Les Films Marceau
- Genre : Comédie policière, Film de gangsters
- Pays d'origine :  Italie,  France,  États-Unis
- Date de sortie :
  - Italie : 23 novembre 1973
  - France : 7 mai 1975
  - États-Unis : aout 1975

## Distribution
- Lee Van Cleef (VF : Edmond Bernard) : Frankie Diomede dit Dieu
- Tony Lo Bianco (VF : Patrick Dewaere) : Tony Breda
- Edwige Fenech (VF : Béatrice Delfe) : Orchidea, la petite amie de Frankie
- Jean Rochefort (VF : Lui-même) : Louis Annunziata
- Fausto Tozzi (VF : Michel Barbey) : Massara
- Mario Erpichini (VF : Gérard Dessalles) : Joe Sciti
- Jess Hahn : Jeannot, un ami de Frankie
- Adolfo Lastretti : Al
- Robert Hundar : l'homme de main à la perceuse
- Silvano Tranquilli (VF : Jean Berger) : Sylvester
- Nello Pazzafini (VF : Jean-Louis Maury) : un voyou dans la prison
- Claudio Gora : patron du café 'Casa del Giovane'
- Ugo Fangareggi : un ami de Tony dans le café
- John Bartha (VF : Yves Barsacq) : District Attorney
- Giovanni Cianfriglia : un homme de main d'Annunziata (non crédité)